# محمدرضا منصوری (داور فوتبال)
 محمدرضا منصوری  (زاده ۳ اردیبهشت ۱۳۵۷) کمک‌داور فوتبال ایران است. در سالِ ۱۳۷۷ داوری را شروع کرد و از سال ۱۳۸۴ در لیگِ برتر فوتبال ایران قضاوت می‌کند.

## شهرآورد تهران
محمدرضا منصوری کمک داور ۹ دربی بزرگ تهران بوده است
| شش بازی که کمک داور بوده است |                 |                        |                                                                    |
| دربی                         | تاریخ           | نتیجه بازی             | گروه داوری                                                         |
| شماره ۹۰                     | ۳۱ شهریور ۱۳۹۸  | استقلال ۰ - پرسپولیس ۱ | موعود بنیادی‌فر -- محمدرضا منصوری -- حسن ظهیری -- سعید علی‌نژادیان   |
| شماره ۸۷                     | ۵ مهر ۱۳۹۷      | استقلال ۰ - پرسپولیس ۰ | علیرضا فغانی -- محمدرضا منصوری -- رحیم شاهین -- سید رضا مهدوی      |
| شماره ۸۶                     | ۱۰ اسفند ۱۳۹۶   | استقلال ۱ - پرسپولیس ۰ | علیرضا فغانی -- رضا سخندان -- محمدرضا منصوری -- موعود بنیادی‌فر     |
| شماره ۸۴                     | ۲۴ بهمن ۱۳۹۵    | استقلال ۳ - پرسپولیس ۲ | علیرضا فغانی -- محمدرضا منصوری -- سعید علی‌نژادیان -- اشکان خورشیدی |
| شماره ۸۳                     | ۲۶ شهریور ۱۳۹۵  | استقلال ۰ - پرسپولیس ۰ | علیرضا فغانی -- رضا سخندان -- محمدرضا منصوری -- بیژن حیدری         |
| شماره ۸۲                     | ۲۷ فروردین ۱۳۹۵ | استقلال ۲ - پرسپولیس ۴ | محسن ترکی -- رضا سخندان -- محمدرضا منصوری -- حسین زرگر             |
| شماره ۷۱                     | ۲۵ شهریور ۱۳۹۰  | استقلال ۲ - پرسپولیس ۰ | محسن ترکی -- رضا سخندان -- محمدرضا منصوری -- هدایت ممبینی          |

منبع      

## جام جهانی ۲۰۱۸
محمدرضا منصوری در تیم داوری ایرانی در جام جهانی ۲۰۱۸ روسیه در بازی‌های زیر به عنوان کمک داور حضور داشته است. در این تیم داوری علیرضا فغانی به عنوان داور و رضا سخندان به عنوان دیگر کمک داور حضور داشته است
| جام جهانی فوتبال ۲۰۱۸ – روسیه | جام جهانی فوتبال ۲۰۱۸ – روسیه | جام جهانی فوتبال ۲۰۱۸ – روسیه | جام جهانی فوتبال ۲۰۱۸ – روسیه |
| تاریخ                         | مسابقه                        | شهر                           | مرحله                         |
| ----------------------------- | ----------------------------- | ----------------------------- | ----------------------------- |
| ۱۷ ژوئن ۲۰۱۸                  | آلمان – مکزیک                 | مسکو                          | گروهی                         |
| ۲۷ ژوئن ۲۰۱۸                  | صربستان – برزیل               | مسکو                          | گروهی                         |
| ۳۰ ژوئن ۲۰۱۸                  | فرانسه – آرژانتین             | کازان                         | یک‌هشتم                        |
| ۱۴ ژوئیه ۲۰۱۸                 | بلژیک – انگلستان              | سن پترزبورگ                   | رده‌بندی                       |

## جام ملت‌های آسیا ۲۰۱۹
محمدرضا منصوری در تیم داوری ایرانی حاضر در جام ملت‌های آسیا ۲۰۱۹ حضور داشت و دو بازی زیر را همراه با علیرضا فغانی و رضا سخندان قضاوت کردند.  
| جام ملت‌های آسیا ۲۰۱۹ - امارات متحده عربی | جام ملت‌های آسیا ۲۰۱۹ - امارات متحده عربی | جام ملت‌های آسیا ۲۰۱۹ - امارات متحده عربی | جام ملت‌های آسیا ۲۰۱۹ - امارات متحده عربی |
| تاریخ                                    | مسابقه                                   | شهر                                      | مرحله                                    |
| ---------------------------------------- | ---------------------------------------- | ---------------------------------------- | ---------------------------------------- |
| ۹ ژانویه ۲۰۱۹                            | ژاپن - ترکمنستان                         | ابوظبی                                   | گروهی                                    |
| ۲۰ ژانویه ۲۰۱۹                           | اردن - ویتنام                            | دبی                                      | حذفی                                     |

## جام جهانی ۲۰۲۲
| جام جهانی فوتبال ۲۰۲۲ – قطر | جام جهانی فوتبال ۲۰۲۲ – قطر | جام جهانی فوتبال ۲۰۲۲ – قطر | جام جهانی فوتبال ۲۰۲۲ – قطر |
| تاریخ                       | مسابقه                      | شهر                         | مرحله                       |
| --------------------------- | --------------------------- | --------------------------- | --------------------------- |
| ۲۴ نوامبر ۲۰۲۲              | برزیل– صربستان              | لوسیل                       | گروهی                       |
| ۲۸ نوامبر ۲۰۲۲              | پرتغال– اروگوئه             | لوسیل                       | گروهی                       |